# Morandus van Altkirch
Morandus van Altkirch (ook bekend als Morand van Cluny of Morandus de Cluny) was een benedictijner monnik en missionaris die wordt vereerd als heilige in de Rooms-Katholieke Kerk. Hij leefde vermoedelijk in de 11e of 12e eeuw en is vooral bekend om zijn toewijding aan het monastieke leven, zijn ascese en de verspreiding van het christelijk geloof in de Elzas.

## Leven
Morandus was een leerling van de heilige Deodatus van Nevers en werd gevormd in de abdij van Cluny, die in zijn tijd een centrum was van hervorming en spirituele vernieuwing. Als monnik stond Morandus bekend om zijn strikte vastenpraktijken en zijn onthouding van voedsel: volgens de overlevering leefde hij uitsluitend op druivensap, wat hem tot patroonheilige van wijnbouwers heeft gemaakt.
Morandus werd later gezonden naar de Elzas, waar hij als missionaris en pastoor diende, vooral in de stad Altkirch. Hij stond in hoog aanzien bij de lokale bevolking en werd bekend om zijn liefdadigheid, wijsheid en wonderen. Na zijn dood rond het jaar 1115 groeide zijn graf in Altkirch uit tot een pelgrimsoord.

## Wonderen en erfenis
Aan Morandus worden verschillende wonderbaarlijke genezingen en bijzondere daden toegeschreven, zoals het verdrijven van onheil en zegenen van de oogst. Hij wordt vaak aangeroepen voor een goede druivenoogst en bescherming tegen onweer en hagel.
Zijn relieken bevinden zich in de kerk van Altkirch, die aan hem is gewijd. De jaarlijkse processie ter ere van Morandus trekt veel gelovigen, vooral uit de wijnbouwgemeenschappen.

## Iconografie
Morandus wordt vaak afgebeeld in het habijt van een benedictijn] met een wijnrank of druiventros in de hand, als symbool voor zijn patroonheerschap over de wijnbouwers. Soms draagt hij ook een kruis of een boek, teken van zijn geloof en wijsheid.

## Verering
Morandus wordt vooral vereerd in de Elzas, het zuiden van Duitsland en delen van Zwitserland. In de liturgie en gebeden wordt hij aangeroepen als beschermer tegen oogstschade en als voorbeeld van vasten en matigheid. Zijn naamdag is 3 juni.